# Kobišnica
Kobišnica (em cirílico:Кобишница) é uma vila da Sérvia localizada no município de Negotin, pertencente ao distrito de Bor, nas regiões de Timočka Krajina e Negotinska Krajina. A sua população era de 1141 habitantes segundo o censo de 2010.

## Demografia
| 1948  | 1953  | 1961  | 1971  | 1981  | 1991  | 2002  |
| ----- | ----- | ----- | ----- | ----- | ----- | ----- |
| 2 854 | 2 935 | 2 915 | 2 876 | 2 778 | 2 505 | 1 355 |